# Bain-de-Bretagne
Pour les articles homonymes, voir Bain et Bretagne (homonymie).
Bain-de-Bretagne est une commune française située dans le département d'Ille-et-Vilaine, en région Bretagne.

## Géographie
| Pléchâtel      | Pancé            | La Bosse-de-Bretagne     |
| Messac         | Bain-de-Bretagne | Ercé-en-Lamée            |

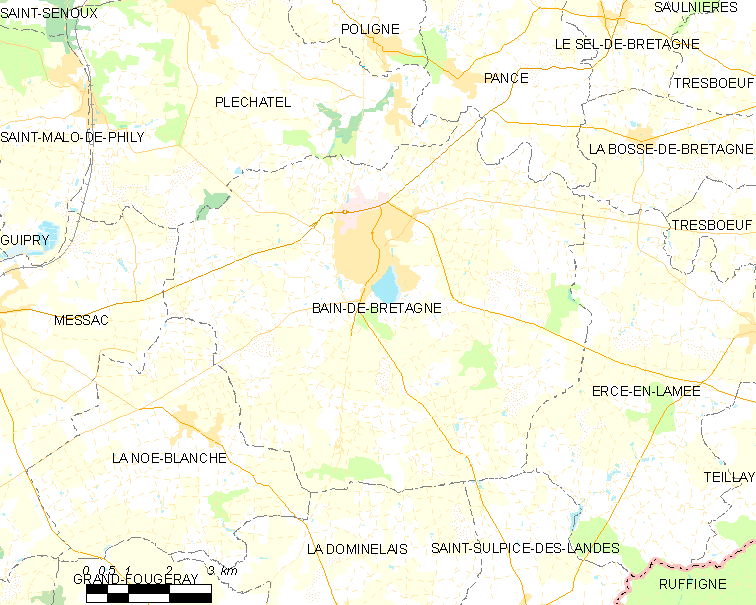
Carte de la commune de Bain-de-Bretagne.

| La Noë-Blanche | La Dominelais    | Saint-Sulpice-des-Landes |

### Description

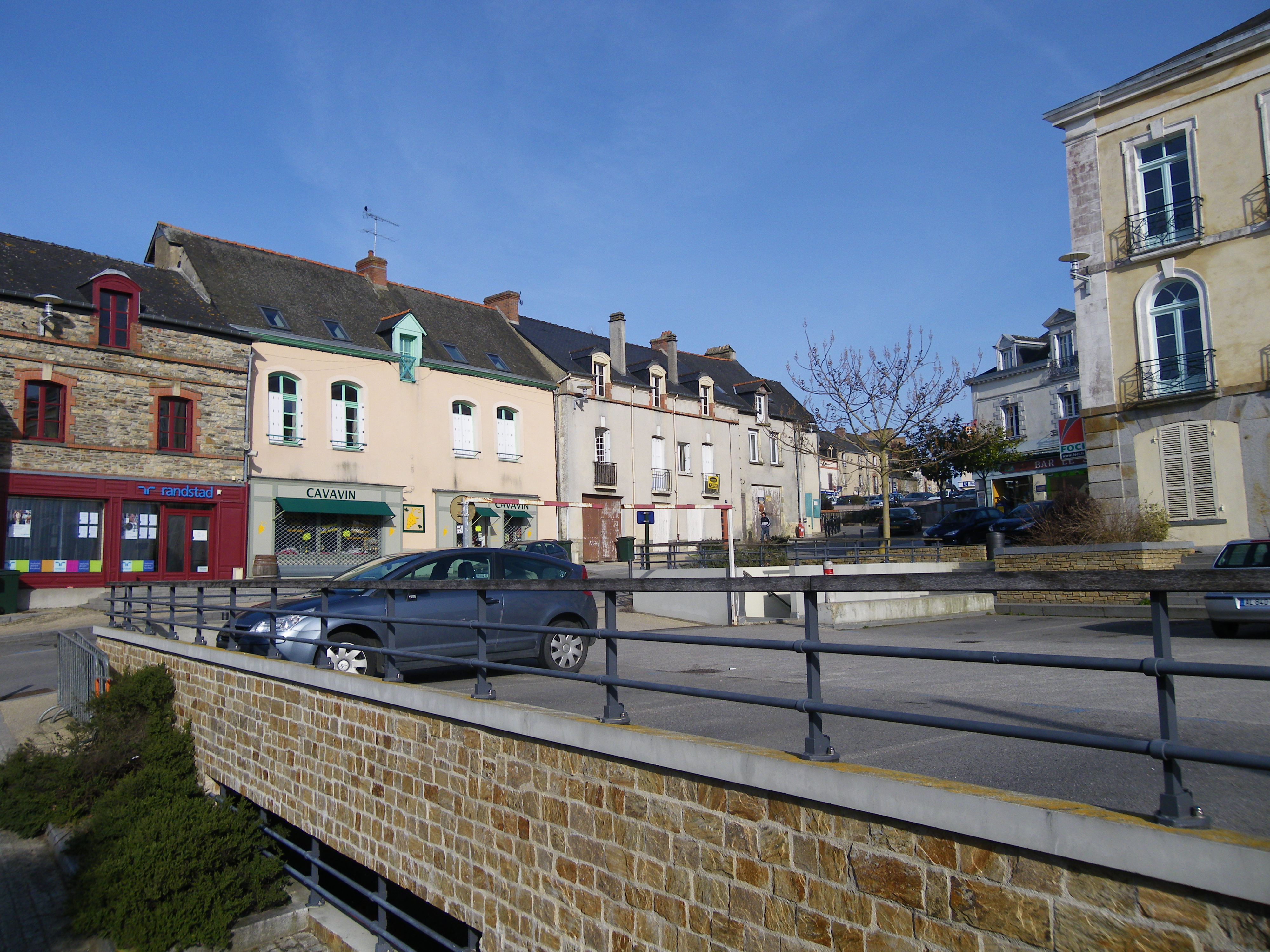
Une vue du centre de la ville.
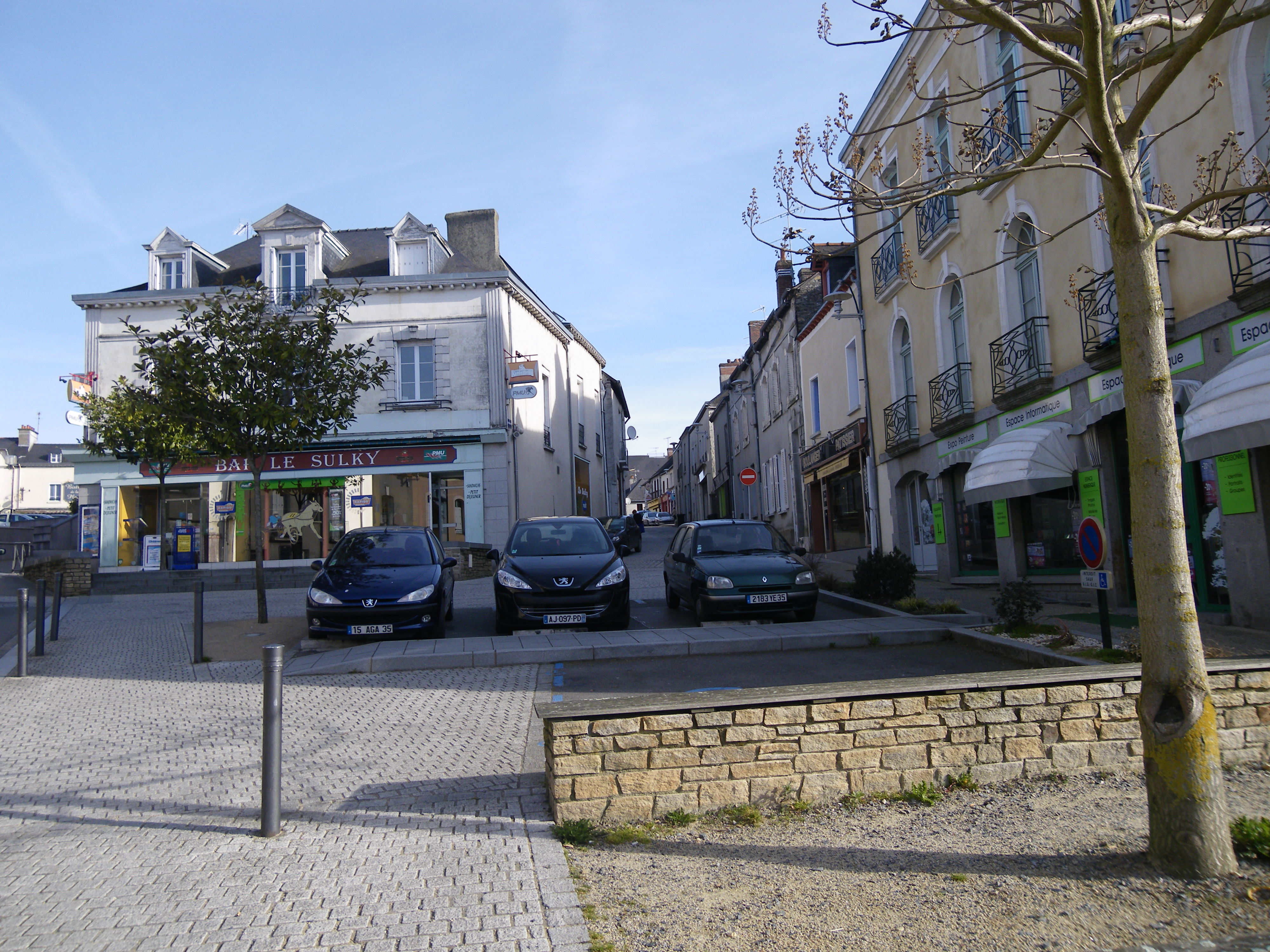
Autre vue du centre-ville.
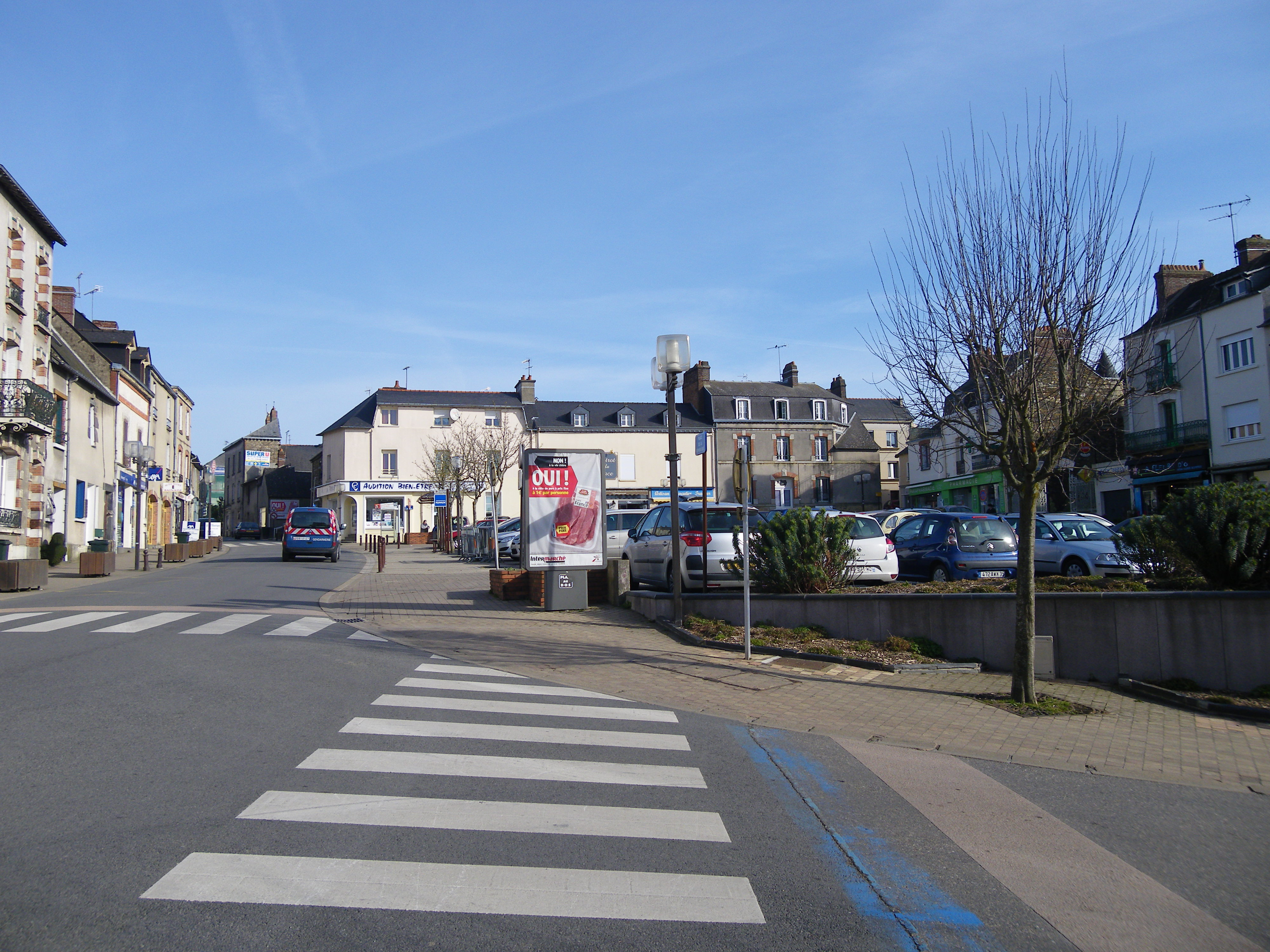
Autre vue du centre-ville.

### Cadre géologique

Carte géologique du Massif armoricain.

La région de Bain-de-Bretagne est localisée dans le domaine centre armoricain, dans la partie médiane du Massif armoricain qui est un socle ouest-européen de faible altitude (maximum 400 m), caractérisé par des surfaces d'aplanissement et qui résulte d'une histoire complexe composée de trois orogenèses : icartienne (Paléoprotérozoïque,ca. 2,2-1,8 Ga), cadomienne (Édiacarien 750-540 Ma) et surtout varisque (ou hercynienne, au Dévonien-Carbonifère, 420-300 Ma). La structure du Massif armoricain résulte de la superposition de l'héritage de ces deux derniers orogènes.
Bain-de-Bretagne est située dans un vaste bassin sédimentaire constitué de sédiments détritiques essentiellement silto-gréseux issus de l'érosion de la chaîne cadomienne et accumulés sur plus de 15 000 m d'épaisseur, socle sur lequel repose en discordance des formations paléozoïques sédimentaires. Le territoire est au centre d'une grande unité sédimentaire qui a été déformée par des plissements au Paléozoïque, le synclinorium de Martigné-Ferchaud (« synclinaux du sud de Rennes »). Dans cette unité synclinoriale du sud rennais proprement dite, à structure appalachienne (des buttes parallèles d'orientation ouest - nord-ouest/est - sud-est, correspondant aux alternances de schiste et de grès, traversées perpendiculairement par le réseau hydrographique, les cluses de la Vilaine), la sédimentation paléozoïque débute par la mise en place de matériel détritique de couleur rouge, la formation ordovicienne de Pont-Réan, caractérisée notamment par le faciès de type Pomméniac (à 5 km au sud de Bain-de-Bretagne). Il s'agit d'un terme rythmique de passage progressif au Grès armoricain présent partout où ce grès ne repose pas directement sur le Briovérien. Sur le tracé de la RN 137, « au niveau de Pomméniac choisie comme localité-type, il affleure à faible pendage Sud, sur près de 250 mètres, les niveaux inférieurs disparaissant sous les colluvions. Ce sont des alternances centimétriques à métriques, versicolores, à dominante gréso-quartzique, admettant de nombreux interlits décimétriques à métriques de siltites plus ou moins argileuses ou séricitoschisteuses, et quelques niveaux grossiers parfois même microconglomératiques ».

### Géomorphologie: une ville associée à un étang
Certaines formations paléozoïques sont marquées par le contrecoup de la tectonique alpine, d'où la présence de petits fossés d'effondrement miocène et pliocène. C'est une telle structure qui est à l'origine du lac de Bain-de-Bretagne.

### Géographie humaine: un pivot de l'axe de circulation entre Rennes et Nantes
Bain-de-Bretagne est située sur la route entre Rennes et Nantes. Aujourd'hui, c'est une route à 4 voies (voie express), mais dans le passé, c'était un chemin marqué par des foires nombreuses, dont Bain était l'une d'entre elles. Au XVIIIe siècle, il y en avait près de 80 entre Rennes et Nantes (correspondant à des haltes possibles). Avec la création de modes de transport de plus en plus rapides, ces foires sont devenues de moins en moins nombreuses jusqu'à disparaître.

### Voies de communication et transports
La ligne 5 du réseau Breizh Go permet de joindre la ville à Rennes.
Il y a deux aires de covoiturages dont l'une à côté de Gamm Vert.

### Hydrographie
Pour un article plus général, voir Réseau hydrographique d'Ille-et-Vilaine.
La commune est située dans le bassin Loire-Bretagne. Elle est drainée par le Semnon, le Pont aux Roux, la Lande de Bagaron, la Planche Cleuze, le ruisseau du Gué du Dane, l'Étang, la Huais et le ruisseau des Grandes Landes,,.
Le Semnon, d'une longueur de 73 km, prend sa source dans la commune de Saint-Erblon et se jette  dans la Vilaine à Saint-Senoux, après avoir traversé 20 communes. Les caractéristiques hydrologiques du Semnon sont données par la station hydrologique située dans la commune. Le débit moyen mensuel est de 2,84 m3/s. Le débit moyen journalier maximum est de 94 m3/s, atteint lors de la crue du 25 décembre 2013. Le débit instantané maximal est quant à lui de 119 m3/s, atteint le 24 décembre 2013.
Le Pont aux Roux, d'une longueur de 21 km, prend sa source dans la commune  et se jette  dans les Riais à Guipry-Messac, après avoir traversé trois communes. 

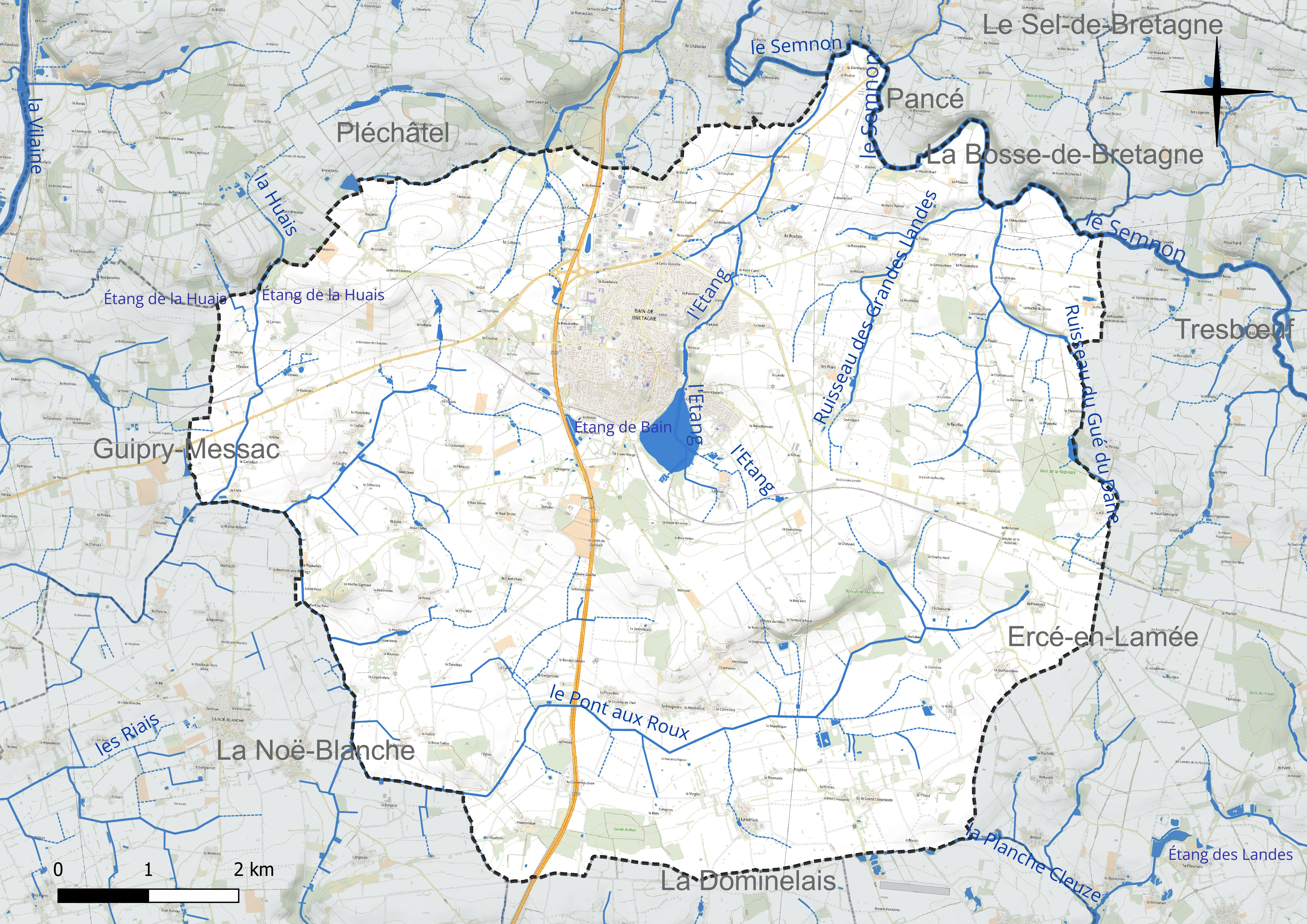
Réseau hydrographique de Bain-de-Bretagne.

Trois plans d'eau complètent le réseau hydrographique : l'étang de Bain (34,52 ha), l'étang de la Huais, d'une superficie totale de 0,6 ha (0,31 ha sur la commune) et l'étang de la Robinais, d'une superficie totale de 2,5 ha (1,76 ha sur la commune),.

### Climat
Pour des articles plus généraux, voir Climat de la Bretagne et Climat d'Ille-et-Vilaine.
En 2010, le climat de la commune est de type climat océanique altéré, selon une étude du CNRS s'appuyant sur une série de données couvrant la période 1971-2000. En 2020, Météo-France publie une typologie des climats de la France métropolitaine dans laquelle la commune est exposée à un climat océanique et est dans la région climatique Bretagne orientale et méridionale, Pays nantais, Vendée, caractérisée par une faible pluviométrie en été et une bonne insolation. Parallèlement l'observatoire de l'environnement en Bretagne publie en 2020 un zonage climatique de la région Bretagne, s'appuyant sur des données de Météo-France de 2009. La commune est, selon ce zonage, dans la zone « Sud Est », avec des étés relativement chauds et ensoleillés.
Pour la période 1971-2000, la température annuelle moyenne est de 11,5 °C, avec une amplitude thermique annuelle de 13,2 °C. Le cumul annuel moyen de précipitations est de 786 mm, avec 12,5 jours de précipitations en janvier et 6,3 jours en juillet. Pour la période 1991-2020, la température moyenne annuelle observée sur la station météorologique la plus proche, située sur la commune de La Noë-Blanche à 6 km à vol d'oiseau, est de 12,2 °C et le cumul annuel moyen de précipitations est de 780,5 mm,. Pour l'avenir, les paramètres climatiques de la commune estimés pour 2050 selon différents scénarios d'émission de gaz à effet de serre sont consultables sur un site dédié publié par Météo-France en novembre 2022.

## Urbanisme

### Typologie
Au 1er janvier 2024, Bain-de-Bretagne est catégorisée petite ville, selon la nouvelle grille communale de densité à sept niveaux définie par l'Insee en 2022.
Elle appartient à l'unité urbaine de Bain-de-Bretagne, une unité urbaine monocommunale constituant une ville isolée,. Par ailleurs la commune fait partie de l'aire d'attraction de Rennes, dont elle est une commune de la couronne,. Cette aire, qui regroupe 183 communes, est catégorisée dans les aires de 700 000 habitants ou plus (hors Paris),.

### Occupation des sols
L'occupation des sols de la commune, telle qu'elle ressort de la base de données européenne d'occupation biophysique des sols Corine Land Cover (CLC), est marquée par l'importance des territoires agricoles (89,4 % en 2018), en diminution par rapport à 1990 (92,4 %). La répartition détaillée en 2018 est la suivante : 
terres arables (46,6 %), zones agricoles hétérogènes (34,6 %), prairies (8,2 %), zones urbanisées (4,7 %), forêts (3,4 %), zones industrielles ou commerciales et réseaux de communication (1,8 %), eaux continentales (0,6 %), milieux à végétation arbustive et/ou herbacée (0,1 %). L'évolution de l'occupation des sols de la commune et de ses infrastructures peut être observée sur les différentes représentations cartographiques du territoire : la carte de Cassini (XVIIIe siècle), la carte d'état-major (1820-1866) et les cartes ou photos aériennes de l'IGN pour la période actuelle (1950 à aujourd'hui).

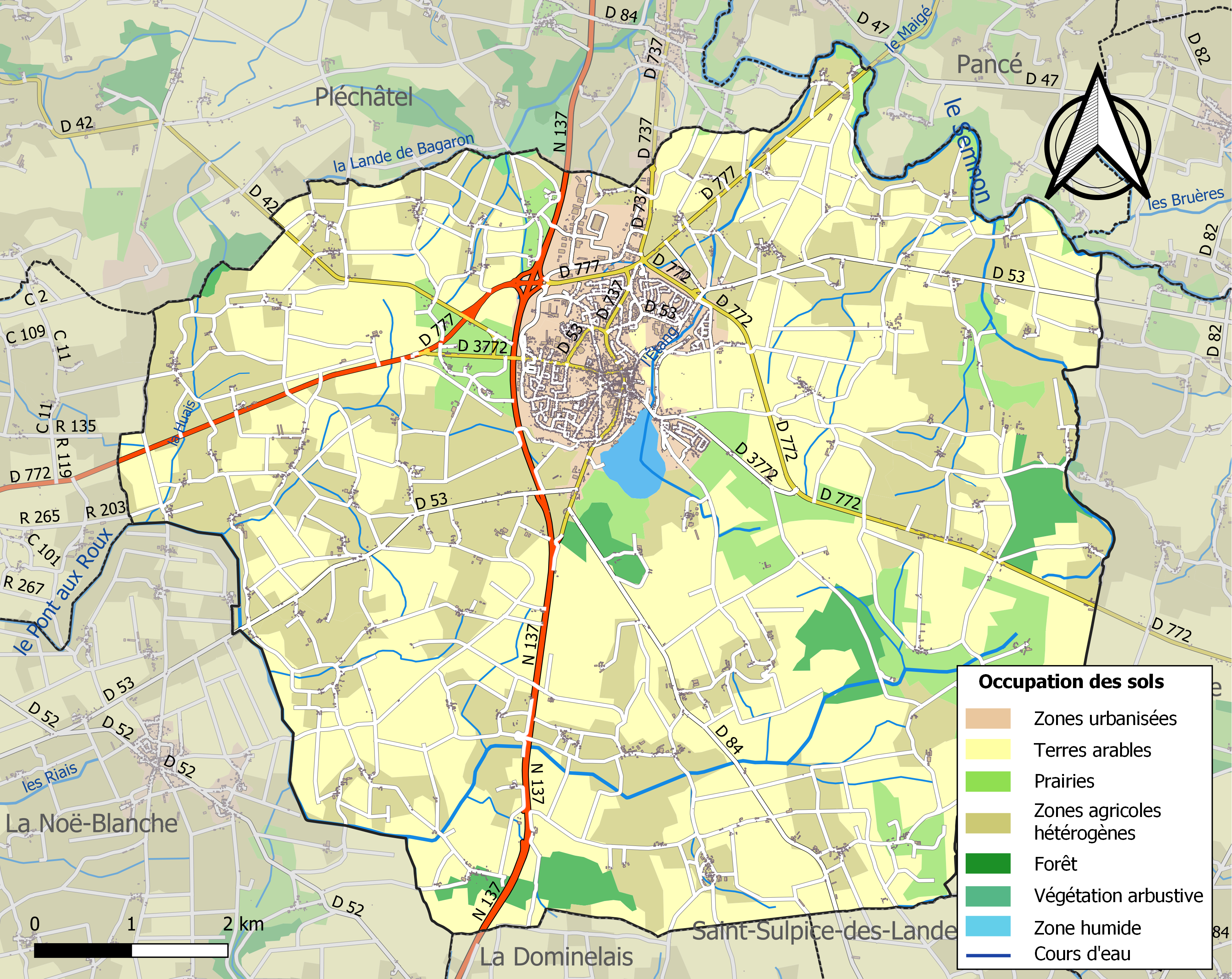
Carte des infrastructures et de l'occupation des sols de la commune en 2018 (CLC).

## Toponymie
Le nom de la localité est attesté sous la forme Bain villula en 850, Baiocum en 1040, Baionum en 1050, Baym en 1231, Beign au XIVe siècle, ecclesia de Baino en 1516.
Bain a pour origine le nom d'un Romain (Baenus ou Balnus), propriétaire d'une villa, qui habitait au bord de l'étang avec ses paysans vers l'actuel « abri des pêcheurs », là où les Romains construisirent la digue.[réf. nécessaire]
En gallo, la commune se nomme Bouin prononcé [bwɛ̃ː].

## Histoire

### Moyen Âge

#### Le prieuré Notre-Dame-de-Bain
Le prieuré Notre-Dame-de-Bain est cité pour la première fois en 1152 ; il dépendait de l'Abbaye Saint-Melaine de Rennes et est cité à plusieurs reprises dans le cartulaire de cette abbaye. En 1287 les moines abandonnèrent à Geoffroy de Châteaubriant, dans le cadre d'un échange, tous leurs droits sur les habitants de Bain et de Messac et les terres qu'ils possédaient, se réservant toutefois les dîmes et les droits spirituels du prieuré ; cet accord fut approuvé par Guillaume de La Roche-Tanguy, alors évêque de Rennes, qui vint en personne à Bain en cette occasion. En 1726 la chapelle du prieuré, menaçant ruine, fut interdite de fréquentation et vendue un peu plus tard, de même qu'une grange qui servait à la perception des dîmes.

#### Les premiers seigneurs de Bain
Une motte féodale, située au Coudray, de 25 m de diamètre, haute de 7 m, avec à proximité une petite basse-cour demi-circulaire de 30 m de diamètre contenant des bâtiments en pierres en partie fouillés par P. Aumasson ; cette fouille a permis d'exhumer des poteries dont les plus anciennes remontent au XIIe siècle ; cette motte, à laquelle est associée un parcellaire de 370 m sur 230 m de diamètre, est le site du premier château de Bain : les premiers seigneurs connus sont Sénébrun de Bain au début du XIIe siècle, cité dans le cartulaire de Redon en 1127, puis (tous de la famille de Bain) Auffoy, Guillaume (qualifié de dominus de Bain), Mathieu, Jean moine (à la fin du XIIe siècle).
En 1200, la seigneurie de Bain appartenait à Pierre (qualifié de miles), auquel succède Bernard (Bernard de Bain combattit à Bouvines en 1214), lui aussi miles en 1230, et un autre Pierre de Bain en 1243 ; en 1315, elle était aux mains de Gérard Machecoul. La seigneurie de Bain est possédée par Jean Le Maignan, seigneur de Lecorce, seigneurie située dans la paroisse de Vieillevigne, en 1420.

#### La famille de La Marzelière
Le château de la Marzelière fut construit en 1340 par Guillaume de Marzelière. Son fils Jean de la Marzelière fonda en 1381 une chapellenie qui devait voir célébrer trois messes par semaine, dont deux devaient être célébrées au château de la Marzelière, la troisième au château du Fretay en Pancé. Pierre de la Marzelière obtient le 21 mai 1433 du duc Jean V le droit de faire élever une justice patibulaire à trois poteaux et le 19 novembre 1442 du duc François Ier, dont il est le chambellan, le droit de fortifier son château du Fretay, et d'y faire monter la garde par ses vassaux. Il obtient du roi Charles VII le 14 avril 1450 une gratification de 100 marcs de rente. En 1524 Renaud de la Marzelière est capitaine de l'arrière-ban de la noblesse de Bretagne. En 1556 le roi Henri II accorde à Pierre de Marzelière le privilège d'établir deux foires par an, l'une à la chapelle Saint-Lien (située près du château de la Marzelière) le mardi de la Pentecôte, l'autre près du château du Fretay en Pancé le 25 novembre (jour de la Sainte-Catherine) ; il lui confère la même année l'Ordre de chevalerie, distiction purement honorifique. En 1586 Renaud de la Marzelière est élu pour présider l'assemblée des États de Bretagne à Rennes. En 1618 François de la Marzelière achète au duc de Retz la châtellenie de Bain, à laquelle il fait annexer la vicomté du Fretay et obtient son érection en marquisat. Faute d'héritier mâle, la marquise Louise de Coëtquen hérita de la Marzelière, et son époux, Emmanuel-Félicité de Durfort, duc de Duras, en devint le seigneur. En 1778 la terre est propriété de Charles-Louis de Montluc, mais le château de la Marzelière, abandonné, est totalement ruiné.

### Temps modernes
Des habitants de Bain se convertirent au protestantisme à la fin du XVIe siècle, la paroisse se situant à proximité de « l'arc huguenot » des confins nord de l'évêché de Nantes. 

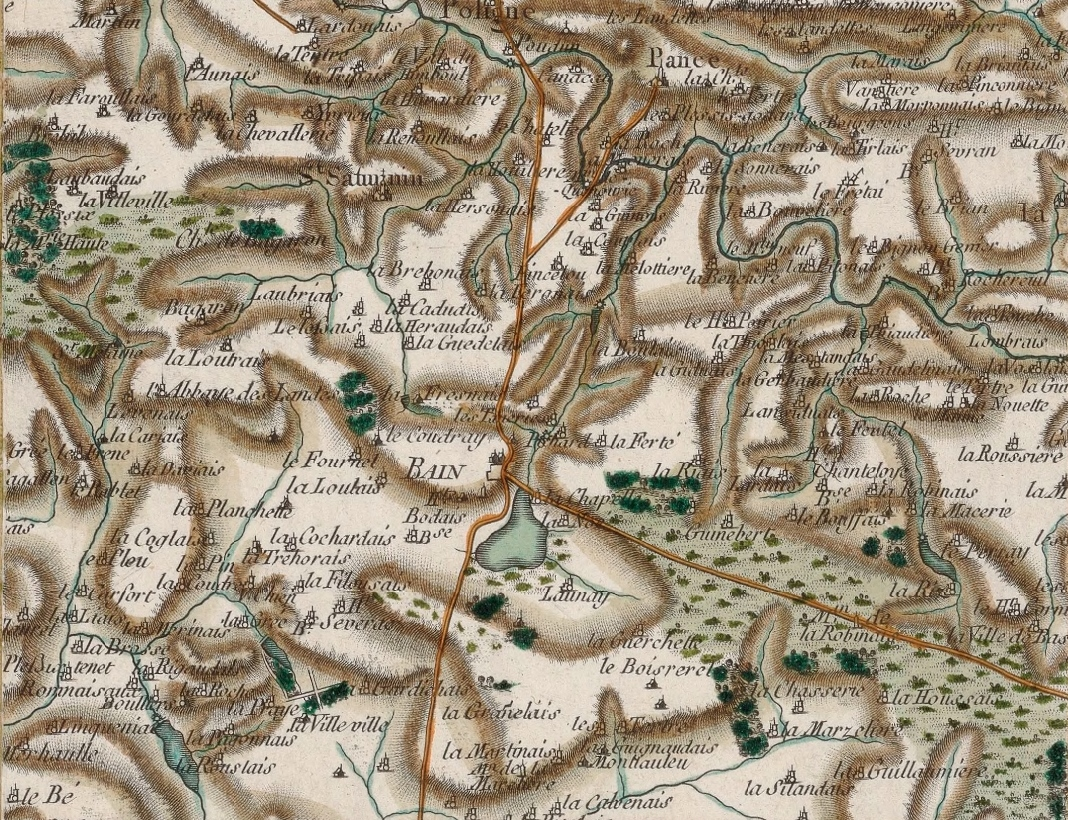
Carte de Cassini représentant la région de Bain.

En 1668, outre La Marzelière, les autres maisons nobles de Bain sont la Robinais (alors propriété de Pierre Croc, chevalier et conseiller au Parlement de Bretagne ; après 1688 de M. de Coniac, ancien sénéchal de Rennes) et la Rouardais. D'autres maisons nobles étaient 
Poméniac et La Haye.
Jean-Baptiste Ogée décrit ainsi Bain en 1778 :

« Bain : gros bourg, sur une hauteur, avec châtellenie ; sur la route de Rennes à Nantes ; à 6 lieues trois-quarts de Rennes, son évêché et son ressort ; à 4 lieues un huitième de Derval, sa subdélégation. Cette paroisse est un doyenné qui se donne à l'alternative : on y compte 3 000 communiants.Ce territoire, dont les terres sont bonnes, produit du froment, du seigle, du bled noir et beaucoup de fruits dont on fait du cidre. On y voit plusieurs petits bois de peu détendue, une quantité prodigieuse de landes au Sud-Est et à l'Ouest du bourg, et plusieurs grands vallons, dans l'un desquels se trouve un étang considérable. »

Une chapelle Saint-Nicolas existait en haut du Champ de Foire, mais elle était déjà en ruine en 1780.

### Révolution française
La Révolution française fait de la ville le chef-lieu du district de Bain de 1790 à 1795.
Bain fut attaqué en 1792 par des royalistes. Des habitants de Janzé, commandés par leur curé constitutionnel, vinrent les repousser. La région étant en majorité royaliste, un détachement républicain fut cantonné dans la ville et le calme revint ; mais en 1800 les royalistes reprirent par surprise un temps la ville.
L'organisation des fêtes révolutionnaires témoigne de l'accueil favorable de la population de Bain aux changements apportés par la Révolution française, surtout après la fin de la Terreur :
- ainsi la fête du 26 messidor, qui commémore la prise de la Bastille à partir de 1794[45] ;
- l'anniversaire de l'exécution de Louis XVI, accompagné d'un serment de haine à la royauté et à l'anarchie, est fêté (à partir de 1795)[46].

La fin des mesures extrêmes de la Terreur est marquée à Bain par la réouverture au culte de l'église paroissiale, le 29 floréal an III (1796).

### LeXIXesiècle
Le Samedi saint « à Bain [de-Bretagne] on observait cette curieuse coutume : le sacristain plaçait au milieu de l'église un grand bassin de cuivre et le remplissait d'une eau destinée pendant toute l'année aux bénitiers.. Mais dès que le prêtre, après la messe, l'avait bénie, les paysannes se précipitant, se bousculaient, se battaient même parfois, pour arriver à remplir les premières les petites bouteilles qu'elles avaient apportées, avec l'eau de surface qui avait reçu les gouttes bénites. Elles étaient persuadées qu'elles seraient ainsi plus favorisées que les autres, et surtout que le lait de leurs vaches serait plus abondant ».
A. Marteville et P. Varin, continuateurs d'Ogée, décrivent ainsi Bain en 1843 :

« Bain (ecclesia de Baino) : commune formée de l'ancienne paroisse de ce nom, aujourd'hui cure de 2ème classe ; bureau de poste, chef-lieu de perception (...), brigade de gendarmerie à pied. (...) Principaux villages : la Boulais, la Rivière, la Messandais, la Marrelière, la Landriais, la Jeusselinais, la Logeardais, la Prais, la Rigaudais, le Pin, la Cochardais, les Riais, le Bouffay, la Martinais, les Haut et Bas-Séverac, Villechien, Le Coudraie. Superficie totale : 5 744 hectares, dont (...) terres labourables 2 207 ha, prés et pâturages 653 ha, bois 307 ha, vergers et jardins 77 ha, landes et incultes 2 220 ha, étangs 38 ha (...). Moulins : 12 (moulins à eau de la Masserie, du Pont-Aug Roux, du Pont-Castel, de Poméniac ; à vent de la Robinais, de la Marzelière, de Poméniac, de Pont-au-Roux, de la Bodais, de Bertaud). (...) Bain compte 12 tanneries et mégisseries de quelque importance. On exporte une assez grande quantité de cuirs, et aussi quelques avoines, pour les ports de Redon et de Nantes. L'étang de Bain, qui a plus de 30 hectares de superficie, alimente un ruisseau auquel il a donné son nom, et sur lequel se trouvent plusieurs moulins à tan et à tripoli. La route royale n°137, dite de Bordeaux à Saint-Malo, traverse la commune du sud au nord, et, dans la ville de Bain elle-même, passe sous la halle. (...) Il y a foire à Bain le mardi après Pâques , le lendemain de la Pentecôte et le lundi après la Saint-Martin. Marchés tous les lundis. (...) Géologie : terrain de transition : quartzite ; schiste dans le nord ; à droite du grand chemin menant vers Rennes (...) [on trouve des] trilobites. (...) On parle le français [en fait le gallo]. »

Cinq soldats originaires de Bain sont morts pour la France pendant la Guerre de Crimée et un en 1859 pendant la Campagne d'Italie ; huit soldats sont morts lors de la Guerre de 1870. Un autre est décédé en Algérie en 1871 dans des circonstances non précisées.
En 1895, le nom de la commune de Bain a été modifié en Bain-de-Bretagne.

### LeXXesiècle

#### La Belle Époque
Par décret du 6 juin 1910, les biens ayant appartenu à la fabrique de l'église de Bain-de-Bretagne, qui étaient placés sous séquestre, sont attribués à la commune.
Une ligne de tramway des TIV (Transports d'Ille-et-Vilaine) allant de Rennes au Grand-Fougeray en passant par Chartres, Noyal-sur-Seiche, Pont-Péan, Orgères, Chanteloup, Le Sel, Saulnières, Pancé, Bain et La Dominelais fut construite à partir de 1909 ; mise en service en 1910, la ligne était longue de 64 km ; elle ferma en 1937 ; les tramways y circulaient à environ 25 km/h.

#### La Première Guerre mondiale
Le monument aux morts de Bain-de-Bretagne porte les noms de 209 soldats et marins morts pour la France pendant la Première Guerre mondiale ; parmi eux 9 sont morts sur le front belge dont 4 dès le 22 août 1914 ; un (Henri Chopin) est mort en Turquie lors de la bataille de Sedd-Ul-Bahr ; un (Aristide Chevalier) dans l'actuelle Macédoine du Nord alors qu'il faisait partie de l'Armée française d'Orient ; un (Fançois Dudouet) à Salonique (Grèce) dans le cadre de l'expédition de Salonique ; Victor Jumel est mort en captivité en Allemagne ; Pierre Amossé est mort en combat aérien en Mer du Nord ; Pierre Aubrée au Maroc en 1915 (mort de maladie) ; la plupart des autres sont décédés sur le sol français.

#### L'Entre-deux-guerres
Le collège privé Saint-Joseph disposait d'un internat.

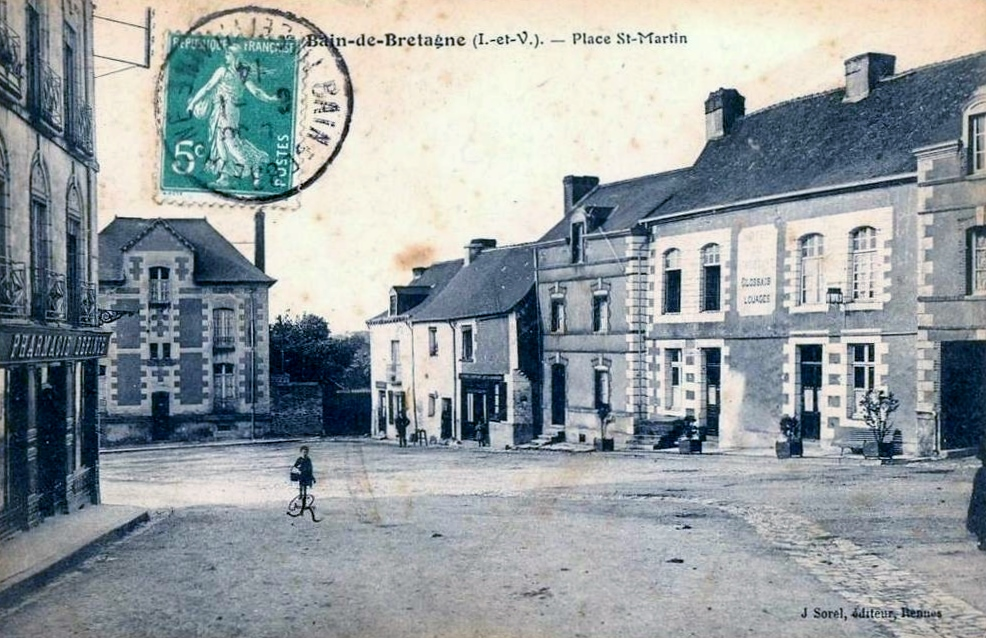
Bain-de-Bretagne : la Place Saint-Martin au début du XXe siècle (carte postale).
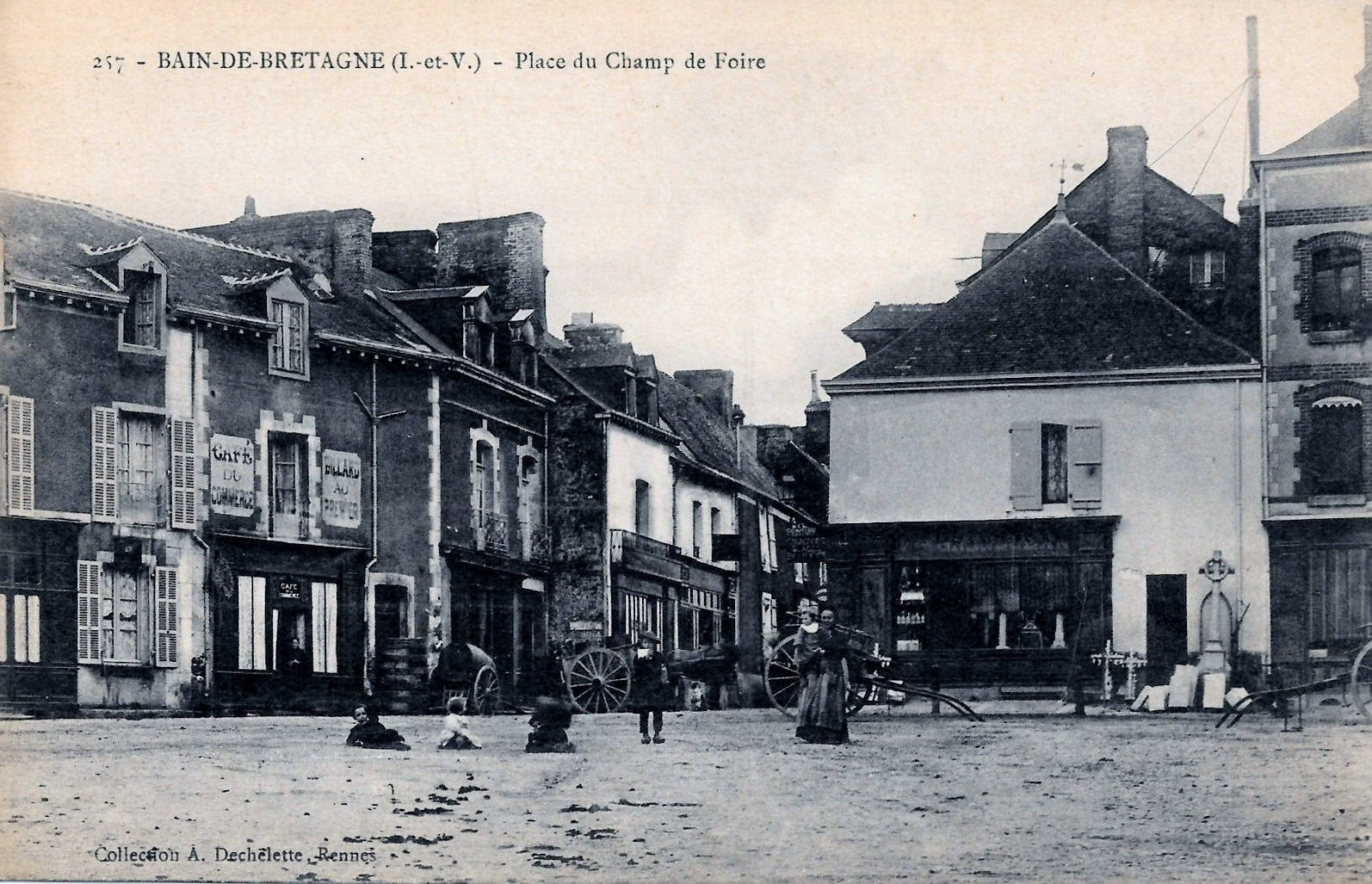
Bain-de-Bretagne : la Place du Champ de Foire vers 1925 (carte postale).
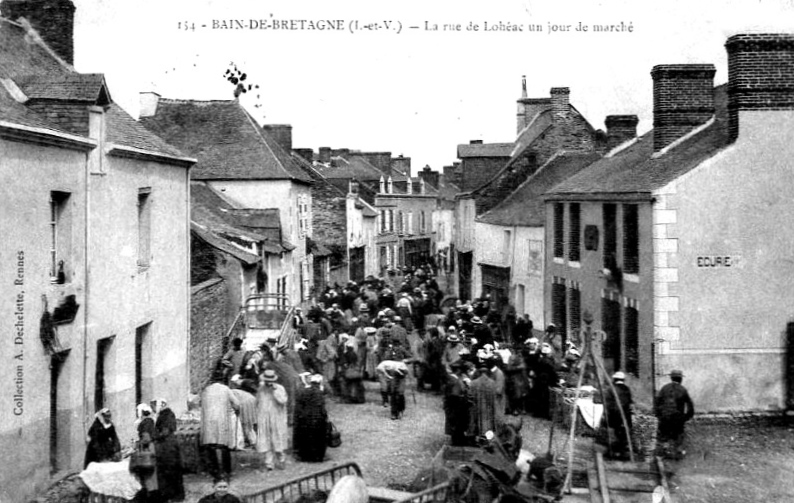
Bain-de-Bretagne : la Rue de Lohéac un jour de marché vers 1925 (carte postale).
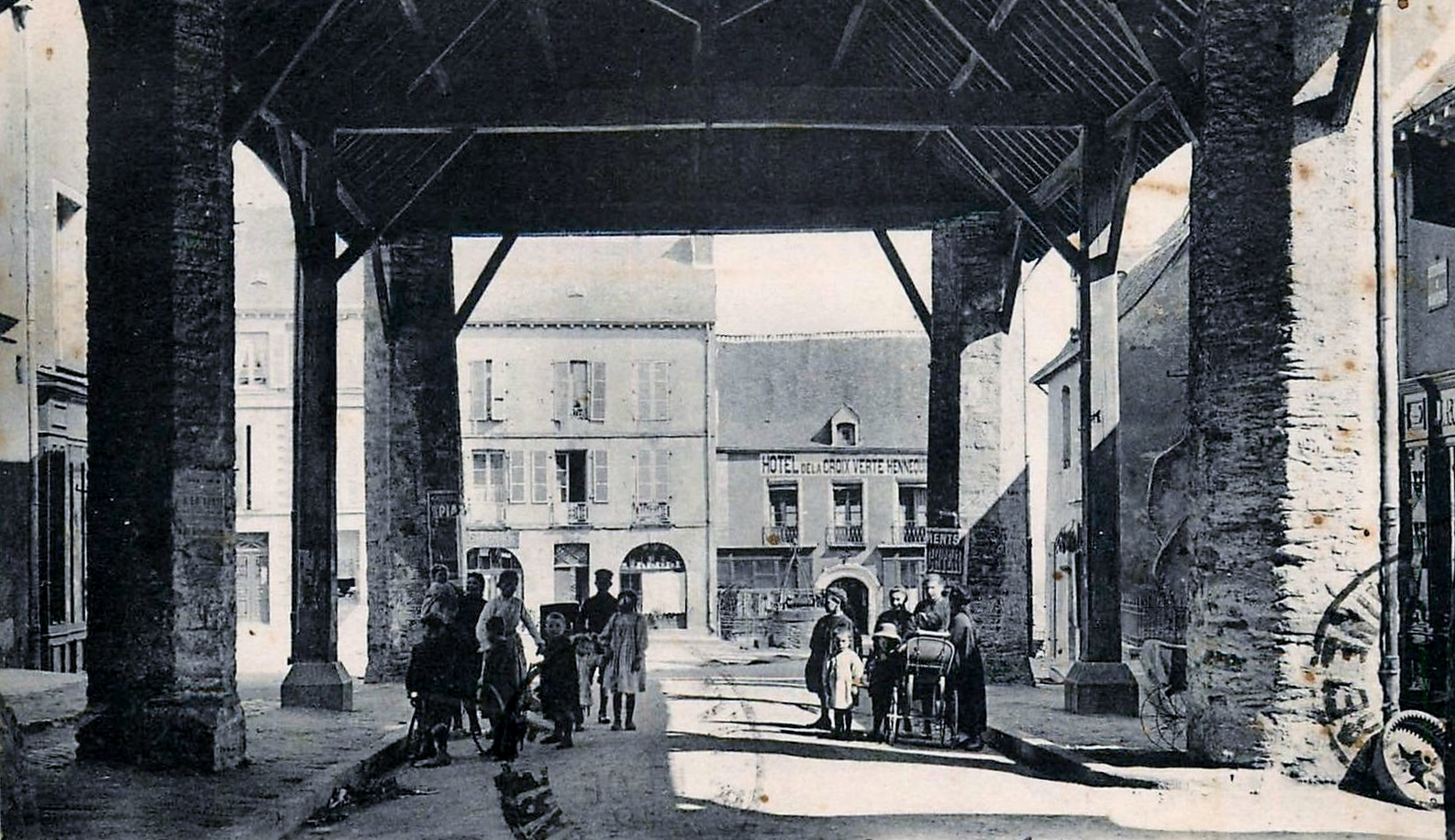
Bain-de-Bretagne : les Halles et l'Hôtel de la Croix-Verte vers 1925 (carte postale).
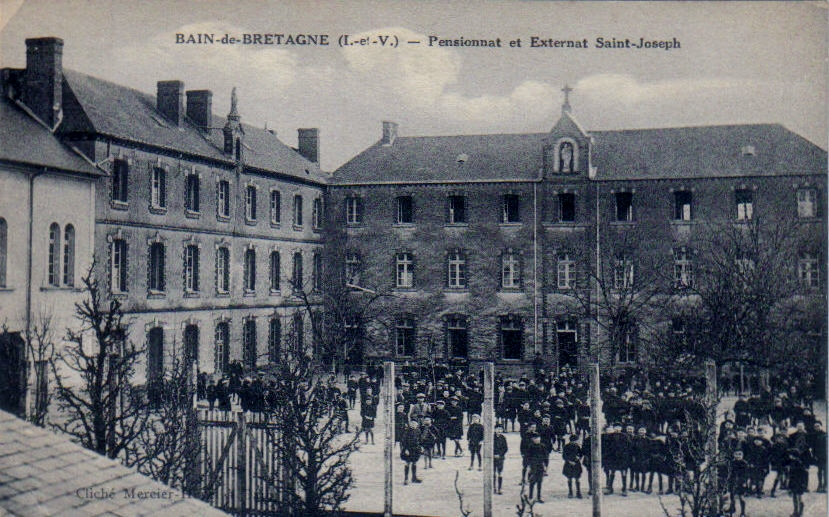
Le collège Saint-Joseph vers 1930 (carte postale).

#### La Seconde Guerre mondiale
Le monument aux morts de Bain-de-Bretagne porte les noms de 30 personnes mortes pour la France pendant la Seconde Guerre mondiale ; parmi elles André Dubois est mort aux Pays-Bas le 16 mai 1940 et Raymond Belmont est mort le 22 mai 1940 dans le Pas-de-Calais, Pierre Guibert le 6 juin 1940 et Prosper Rouaud le lendemain, tous deux dans la Somme ; Lucien Lenormand le 10 juin 1940 dans la Marne, Olivier Pirois le 12 juin 1940 dans l'Aisne, tous les cinq en pleine Débâcle ; Joseph Belmont, quartier-maître fourier, est mort à Diego-Suarez (Madagascar) en 1942 ; Jean Mancel et Joseph Bosse sont morts en captivité en Allemagne, tous les deux en 1942 ; Joseph Planchais, résistant FFI, a été tué à l'ennemi le 18 juin 1944 lors des combats du maquis de Saint-Marcel et Jean Rialland , autre résistant, le 5 août 1944 à Bain-de-Bretagne ; Guy Yot, lui aussi résistant, déporté en Allemagne, est mort au camp de concentration de Neuengamme le 2 janvier 1945.
Des combats se déroulèrent pour la libération de la ville dans la semaine du 31 juillet au 6 août 1944 : en représailles à la suite de mort d'u soldat allemand tué d'une balle dans la tête, l'armée allemande décide de prendre 50 otages (dont le maire Jules Join), menaçant de les fusiller et de brûler les maisons de la ville. Des soldats américains de la 4e division blindée, venant de Messac libèrent la ville le 3 août 1944.

## Politique et administration

### Jumelages
- Lütjenburg (Allemagne) depuis 1984
- Lerma (Espagne) depuis 1999

## Population et société

### Démographie
L'évolution du nombre d'habitants est connue à travers les recensements de la population effectués dans la commune depuis 1793. Pour les communes de moins de 10 000 habitants, une enquête de recensement portant sur toute la population est réalisée tous les cinq ans, les populations de référence des années intermédiaires étant quant à elles estimées par interpolation ou extrapolation. Pour la commune, le premier recensement exhaustif entrant dans le cadre du nouveau dispositif a été réalisé en 2006.

En 2022, la commune comptait 7 704 habitants, en évolution de +6,36 % par rapport à 2016 (Ille-et-Vilaine : +5,46 %, France hors Mayotte : +2,11 %).
| 1793  | 1800  | 1806  | 1821  | 1831  | 1836  | 1841  | 1846  | 1851  |
| ----- | ----- | ----- | ----- | ----- | ----- | ----- | ----- | ----- |
| 3 126 | 3 447 | 3 062 | 3 364 | 3 490 | 3 585 | 3 476 | 3 638 | 4 159 |

| 1856  | 1861  | 1866  | 1872  | 1876  | 1881  | 1886  | 1891  | 1896  |
| ----- | ----- | ----- | ----- | ----- | ----- | ----- | ----- | ----- |
| 3 869 | 4 175 | 4 353 | 4 266 | 4 299 | 4 932 | 4 999 | 4 907 | 4 920 |

| 1901  | 1906  | 1911  | 1921  | 1926  | 1931  | 1936  | 1946  | 1954  |
| ----- | ----- | ----- | ----- | ----- | ----- | ----- | ----- | ----- |
| 4 788 | 4 873 | 4 786 | 4 303 | 4 215 | 4 044 | 4 245 | 4 040 | 3 901 |

| 1962  | 1968  | 1975  | 1982  | 1990  | 1999  | 2006  | 2011  | 2016  |
| ----- | ----- | ----- | ----- | ----- | ----- | ----- | ----- | ----- |
| 3 936 | 4 468 | 4 970 | 5 241 | 5 257 | 5 516 | 6 890 | 7 413 | 7 243 |

| 2021  | 2022  | - | - | - | - | - | - | - |
| ----- | ----- | - | - | - | - | - | - | - |
| 7 570 | 7 704 | - | - | - | - | - | - | - |

### Enseignement
Bain-de-Bretagne possède quatre écoles primaires, deux publiques (les écoles Henri-Guérin et La Guédelais) et deux privées (Sainte-Anne et La Rose-des-Vents).
Il y a deux collèges : un public (Le Chêne-Vert) et un privé (Saint-Joseph) et deux lycées : un général et technologique public (lycée Jean-Brito) et un professionnel privé (lycée Noé-Saint-Yves).

### Manifestations culturelles et festivités
Depuis 2001 a lieu en janvier le Festival du Schmoul, consacré à la musique rock.
Depuis quelques années (en fin d'année 2008), la commune a un cinéma associatif de deux salles, « Le Scénario », situé quasiment en face du collège du Chêne-Vert et à proximité de l'Intermarché, du château d'eau et de la gare routière.
Elle accueille la foire Saint Martin en novembre.

### Sports
La commune possède une section sportive s'appelant l'Union Sportive Bainaise, elle regroupe des sports tels que le handball, le football, le basketball, la gym, le tennis de table, etc. . L'US bain football évolue dans le championnat district 1 d'ile et vilaine. Les matchs se joue au stade du pont du jour .
Ainsi qu'un club de rugby jouant dans la plus haute catégorie régionale pour son équipe fanion.
Le skatepark touche la gare routière.

## Culture locale, patrimoine et sites

### Lieux et monuments
Trois monuments de la commune sont protégés en tant que monuments historiques :
- La croix du cimetière a été classée en 1908[74] ;

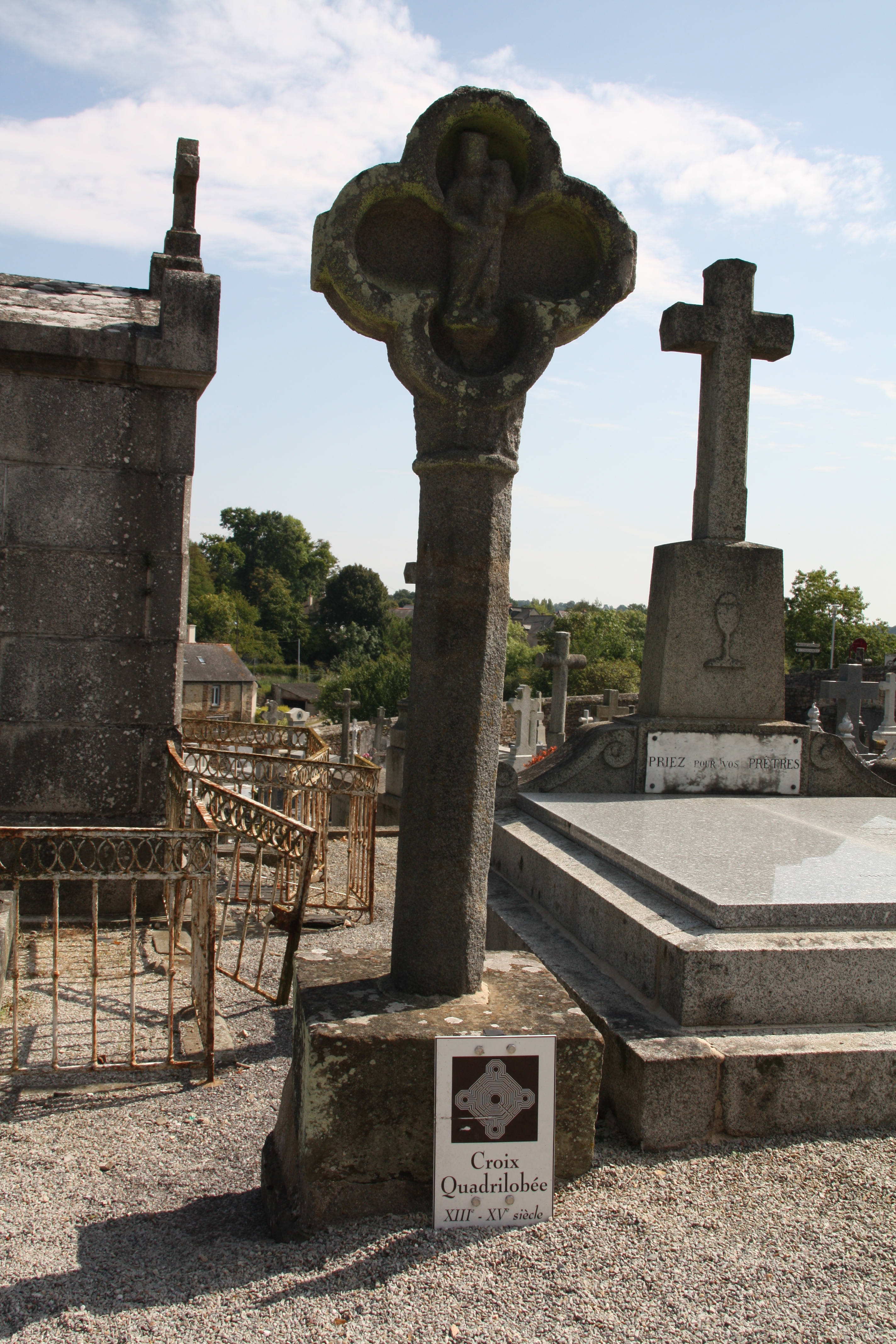
La croix quadrilobée du cimetière.
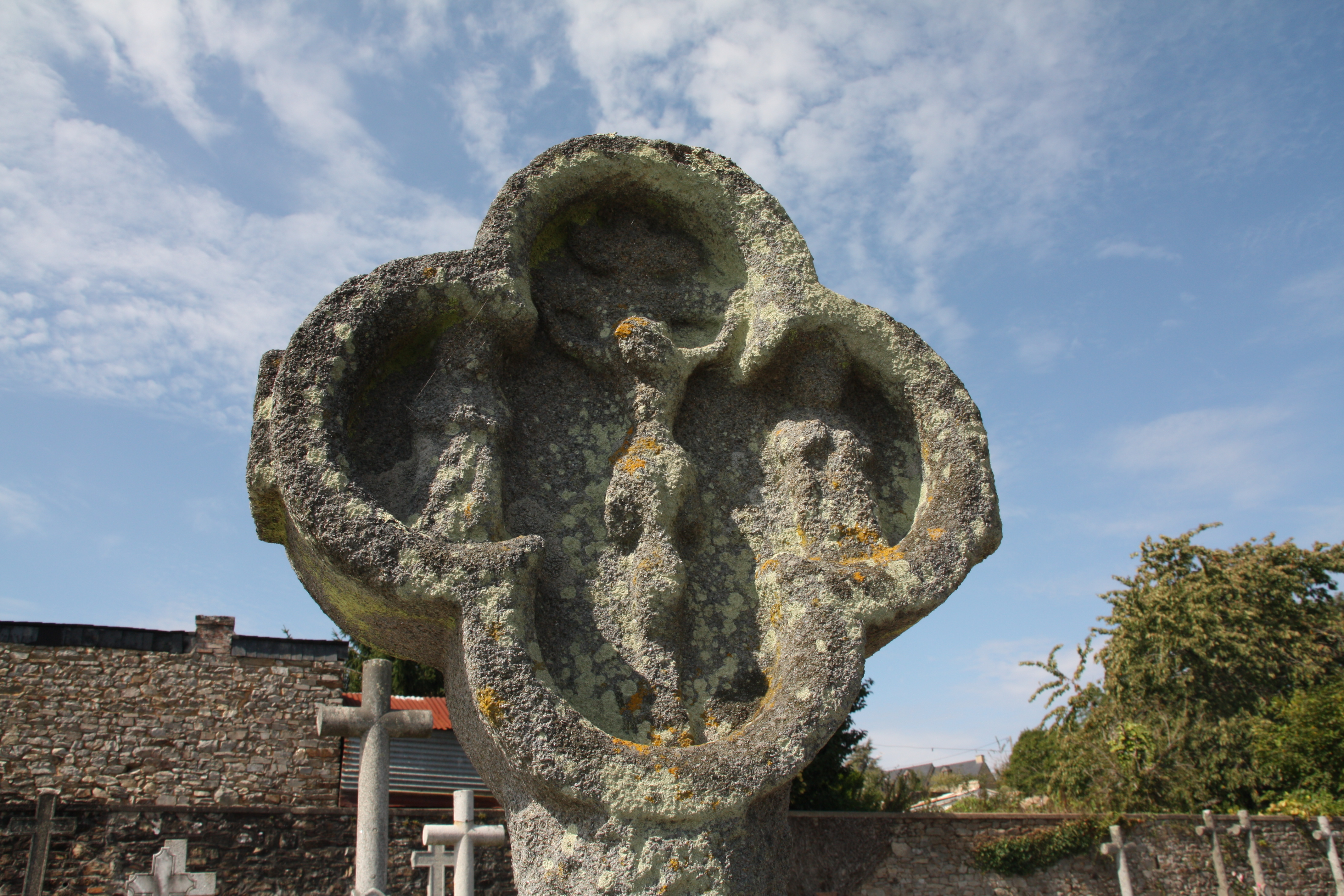
La croix quadrilobée du cimetière (détail).

- Le château de la Robinais, inscrit depuis 1992[75] ;

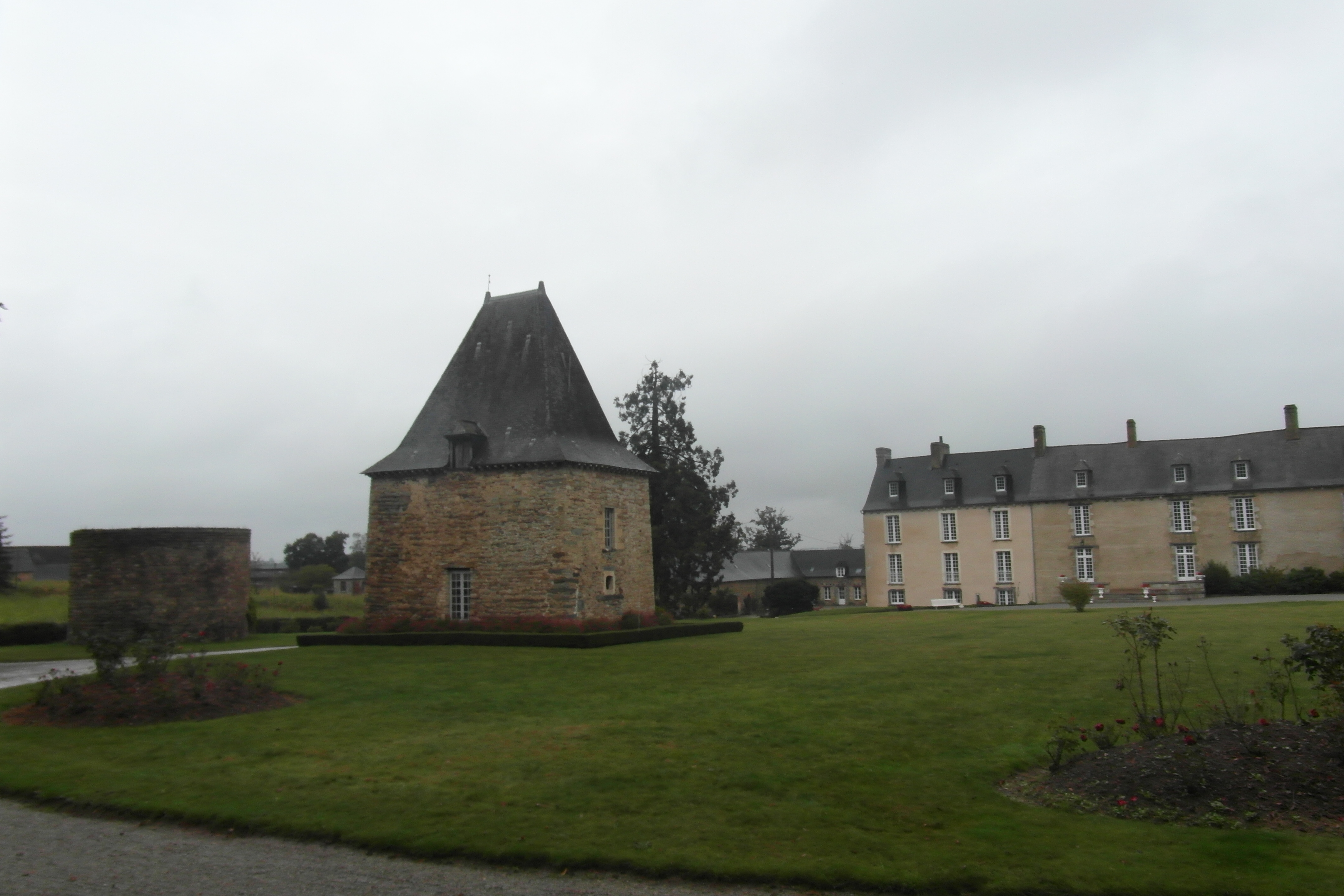
Le château de la Robinais.
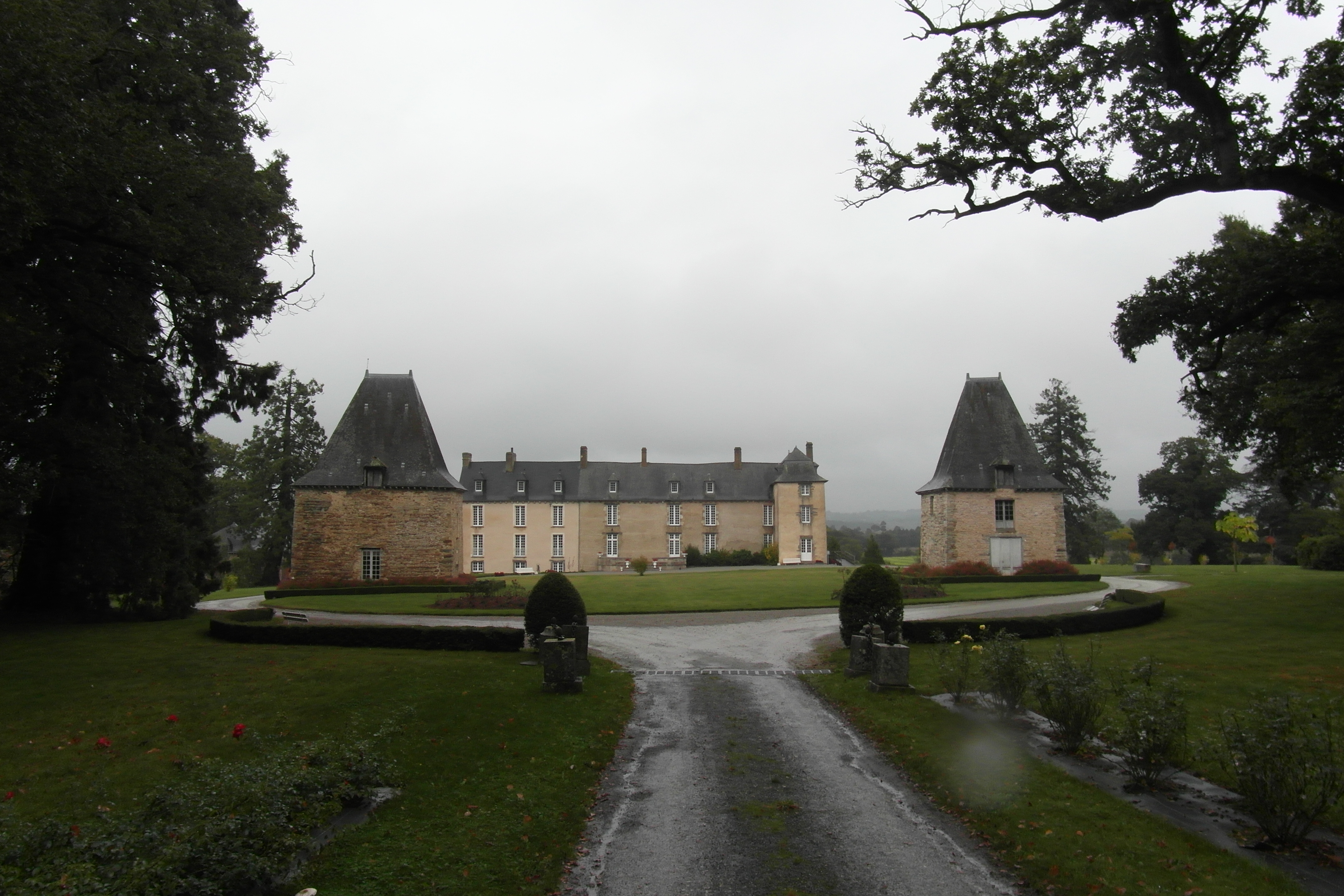
Le château de la Robinais : vue d'ensemble.

- Le moulin de Pomméniac, inscrit en 1974[76].

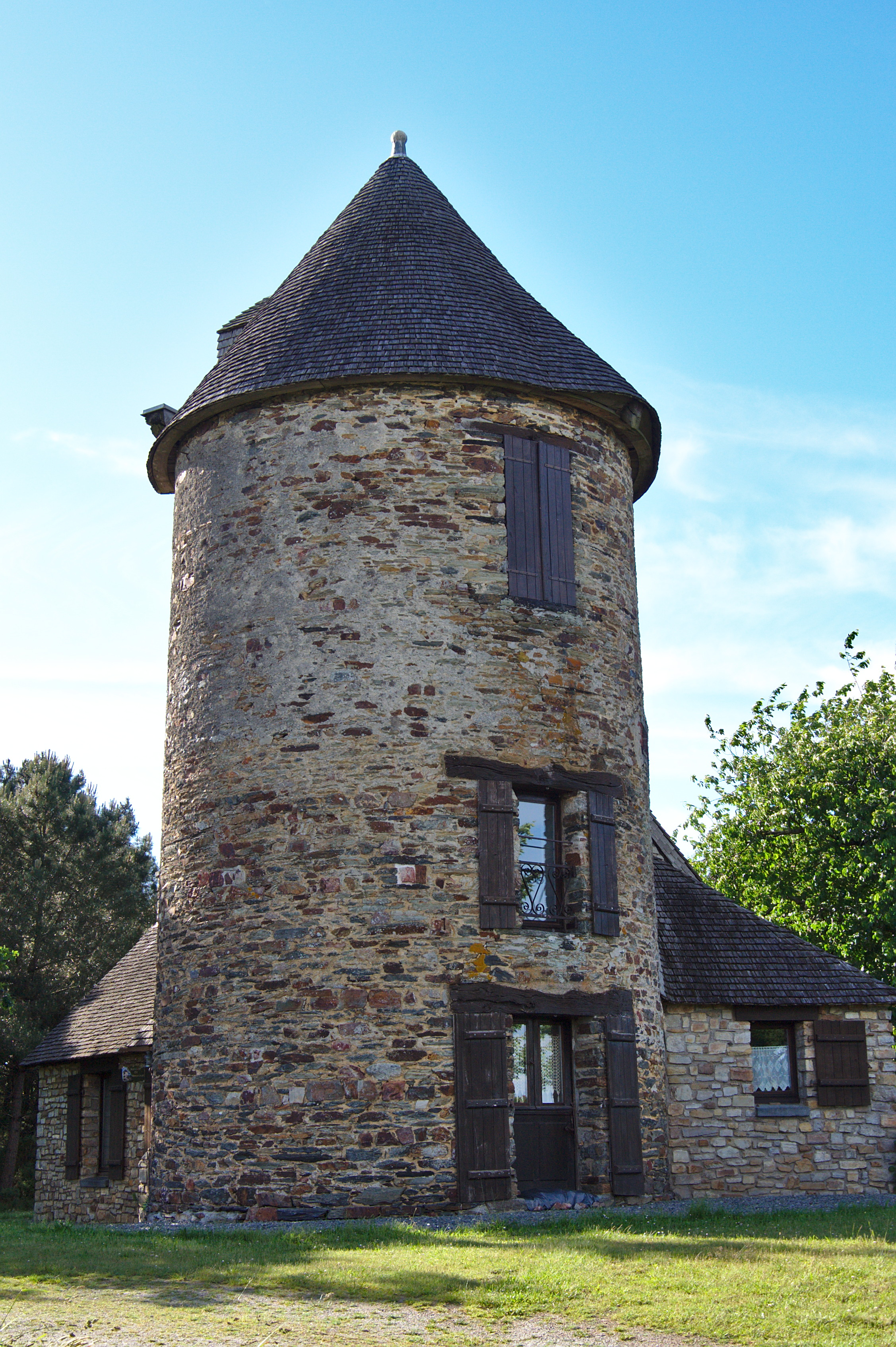
Le moulin de Pomméniac.

Par ailleurs :
- Léglise paroissiale Saint-Martin a été construite entre 1848 et 1851 sur des plans de Léonce Couëtoux, architecte départemental. Elle fut agrandie à la fin du XIXe siècle, sur des plans d'Arthur Regnault[77].

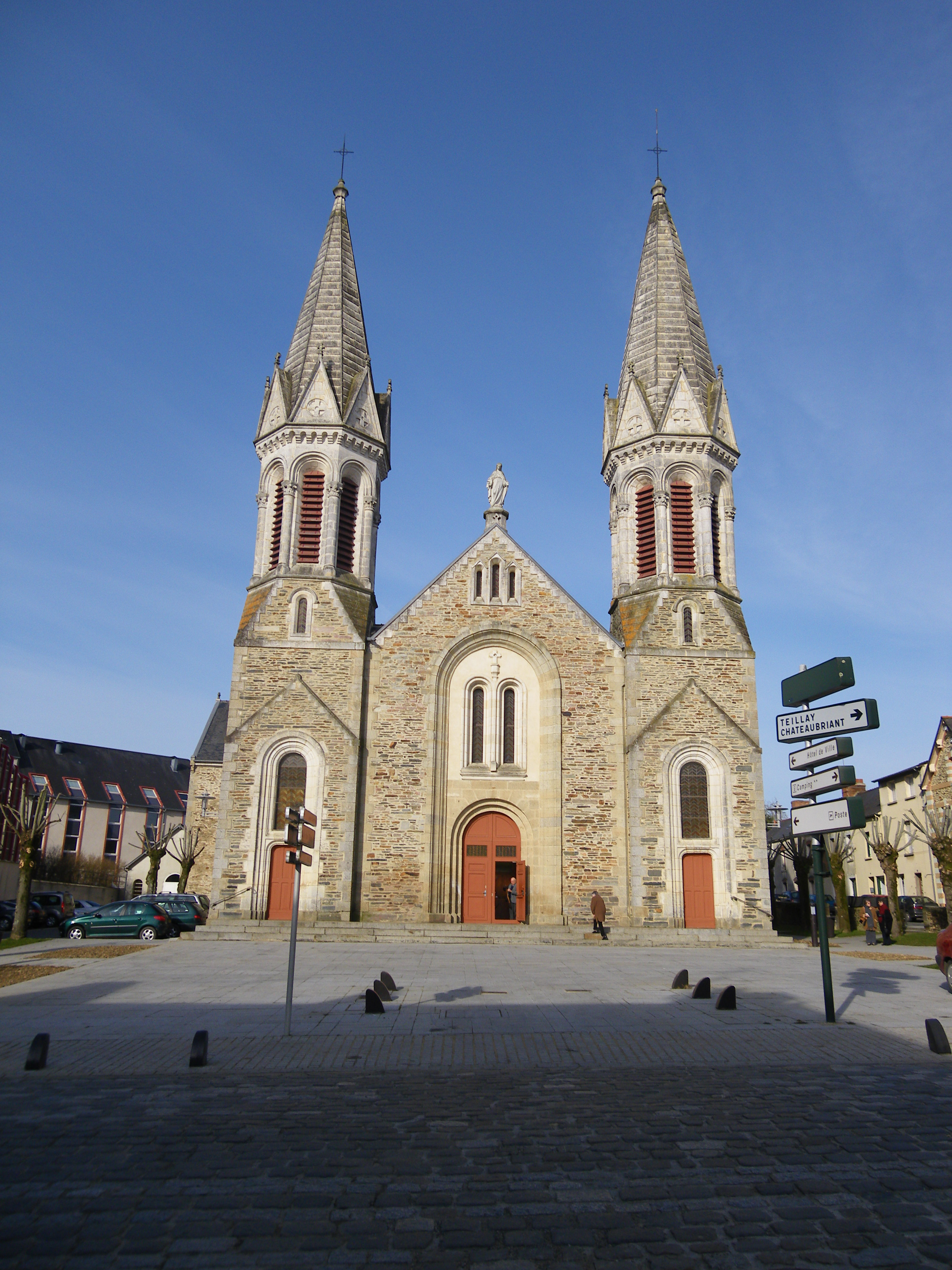
L'église paroissiale Saint-Martin : la façade.
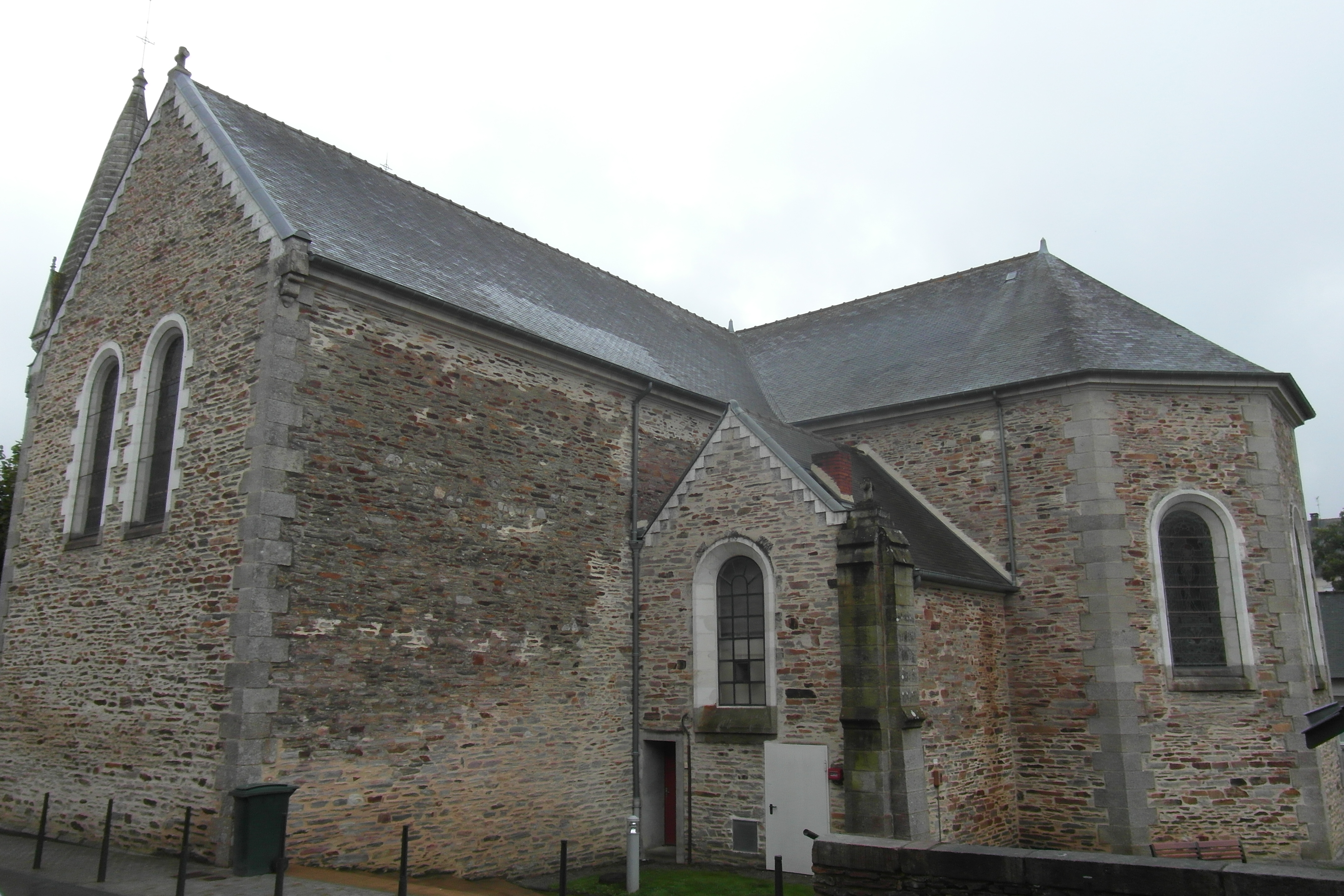
L'église paroissiale Saint-Martin : le chevet.
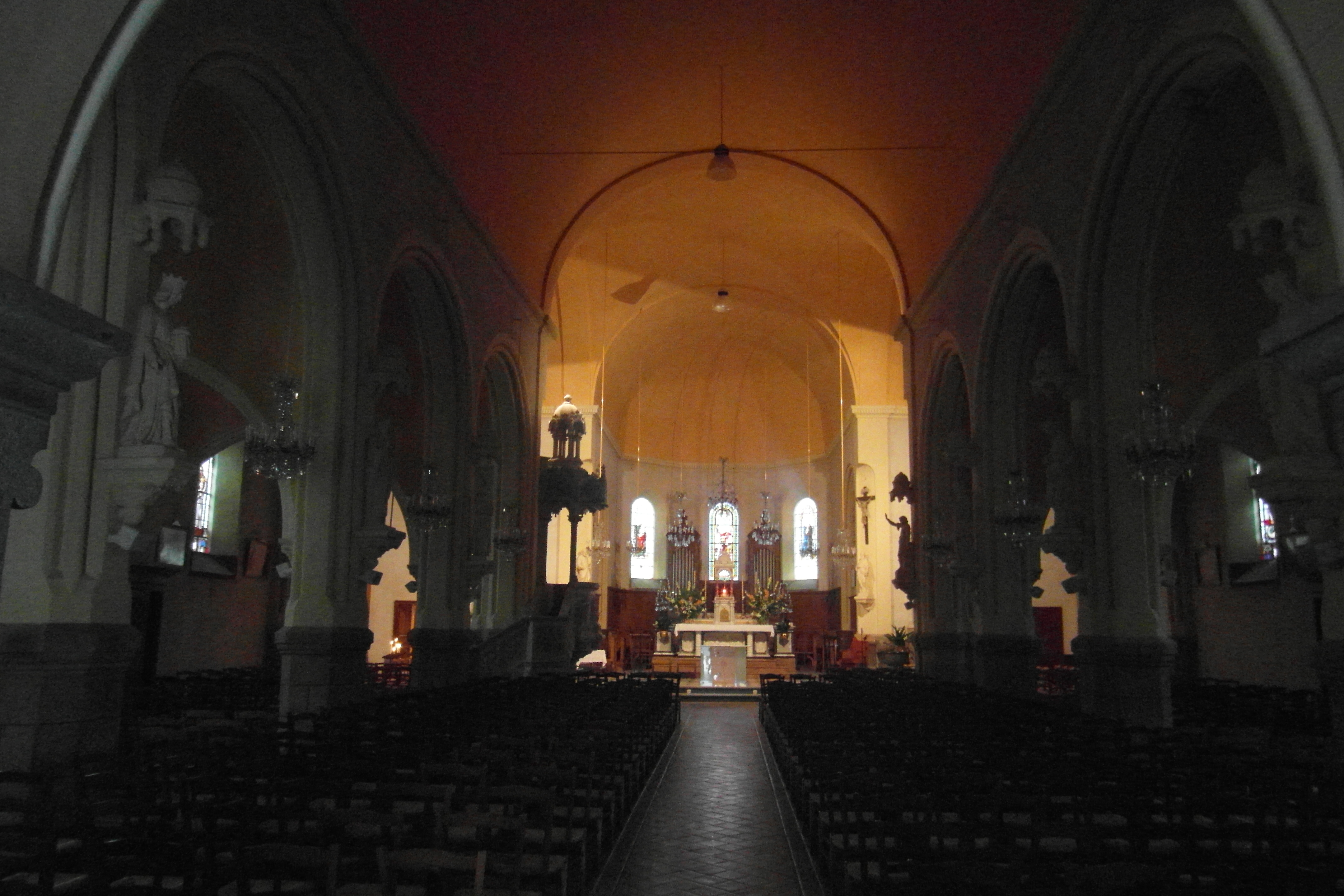
L'église paroissiale Saint-Martin : vue intérieure d'ensemble.

- La chapelle Notre-Dame du Coudray : l'ancienne chapelle ayant été détruite par les Huguenots, elle fut remplacée par une nouvelle chapelle en 1611, en forme de croix latine. Selon la légende, après qu'un enfant tombé à l'eau dans ce doué (lavoir) ayant été miraculeusement sauvé, les habitants trouvèrent dans son fond une statue de la Vierge (probablement jetée là par les Huguenots lors de la destruction de la chapelle) et auraient décidé de la reconstruire. Tombée en ruines après la Révolution française, la chapelle a été restaurée en 1895, puis en 1940[78].

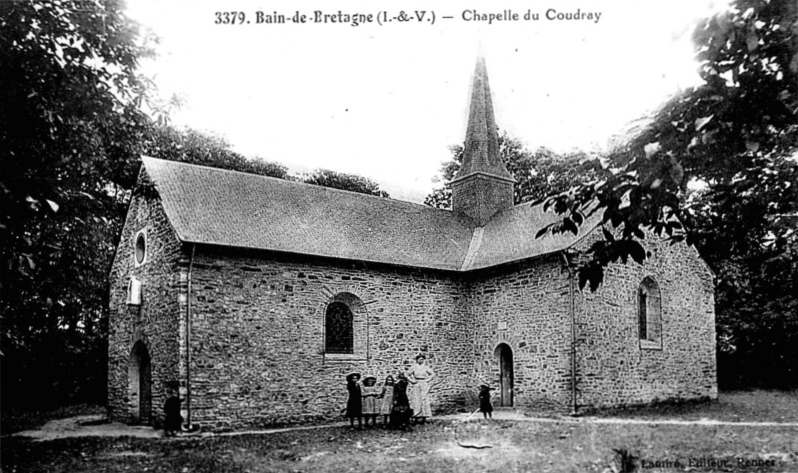
La chapelle Notre-Dame du Coudray vers 1925 (carte postale).

### Sites naturels
- L'étang de Bain-de-Bretagne, dit aussi « étang de la Bornière », est vaste de 37 hectares ; une base nautique y a été aménagée ; un sentier côtier en fait partiellement le tour.

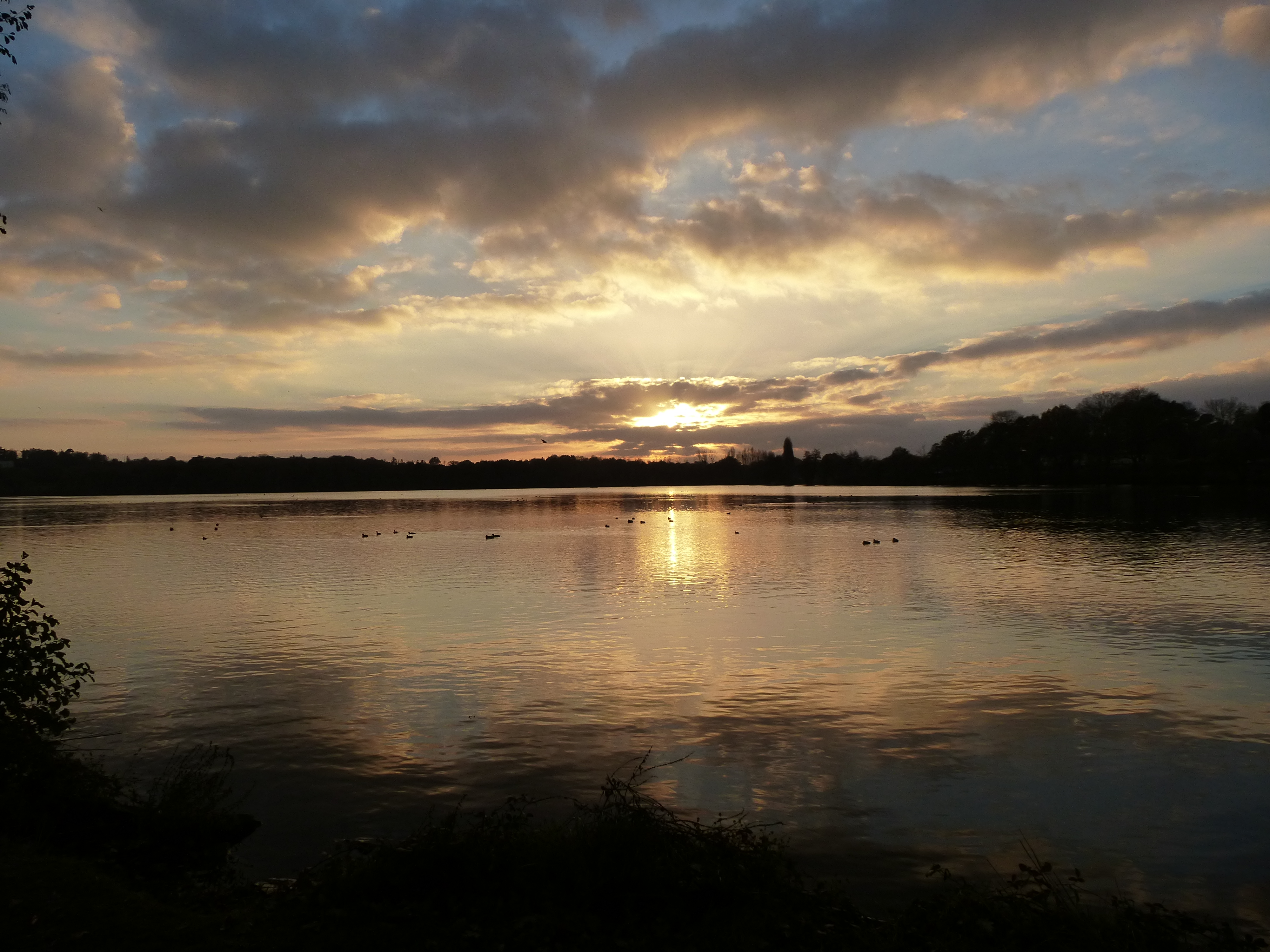
Coucher de soleil sur l'étang de Bain-de-Bretagne.
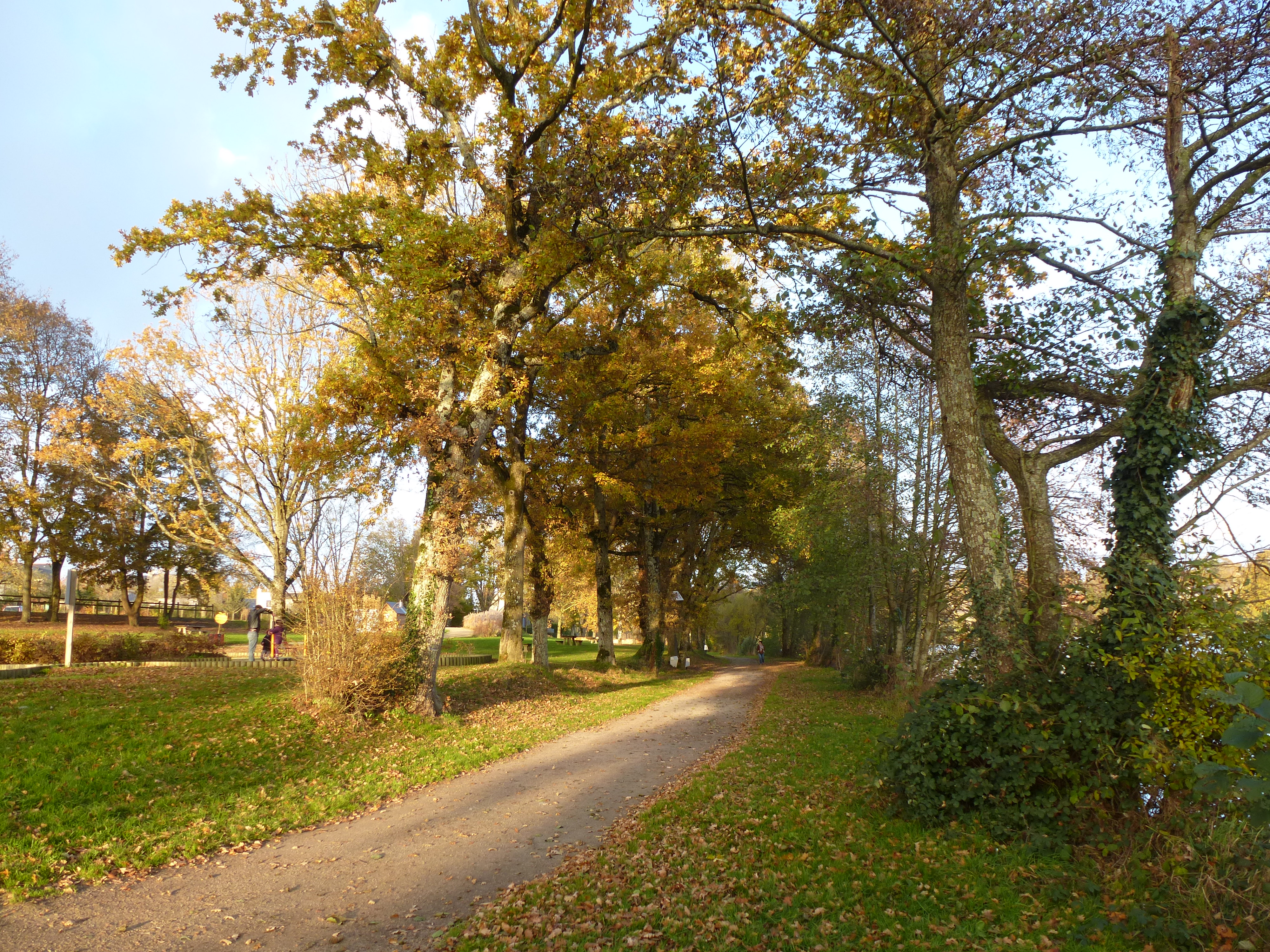
Le sentier côtier longeant l'étang de Bain-de-Bretagne.

### Tradition
Près de Bain-de-Bretagne, les femmes manquant de lait pour nourrir leur bébé offraient un bonnet à une statue au bois vermoulu de sainte Emerance, située sur le bord de la route ; on venait la voir de loin et la pile de bonnets qui ornait sa tête était du plus curieux effet.

### Personnalités liées à la commune
- Thomas Jean Chassereaux (1763-1840), général, né à Bain en 1763 ;
- François Luczot de La Thébaudais, ingénieur des Ponts-et-chaussées, passionné de minéralogie, né en 1770 à Bain de Bretagne, décédé à Paris à l'âge de 74 ans. Admis en 1792 à l'école des Ponts et Chaussées à Paris, est nommé l'année suivante à Besançon où il se lia à Charles Nodier, qui à cette époque suivait des leçons de botanique, d'entomologie et de minéralogie auprès d'un ancien officier du génie, le chevalier Justin Girod de Chantrans. Ensemble Nodier et Luczot signèrent en 1797, une Dissertation sur l'usage des antennes dans les insectes, et sur l'organe de l'ouïe dans les mêmes animaux confiée à l'imprimeur Briot[80]. Quelques années après c'est à François Luczot qu'est confiée la mission de diriger les travaux du canal d'Ille-et-Rance. Il rejoint sa nouvelle affectation en Ille-et-Vilaine, sous les ordres de l'ingénieur en chef Anfray fils, au mois d'avril 1804. Le chantier de l'échelle d'écluses de Hédé, qui dure neuf ans, est réceptionné par Luczot en octobre 1817, juste à temps pour permettre au duc d'Angoulême, fils du futur Charles X, de visiter les lieux en compagnie de l'ingénieur qui assure, en plus de son service, l'intérim de l'ingénieur en chef Anfray, frappé d'hémiplégie. Il termina sa carrière comme Ingénieur en chef des Ponts et Chaussées pour le Morbihan, en résidence à Vannes où il donne un cours de minéralogie en 1829 et devient conservateur du Musée. Il est l'auteur des plans et devis du premier pont de La Roche-Bernard, inauguré en 1839. Membre fondateur de la Société polymathique du Morbihan : Membre du bureau en 1826.
- Adolphe Orain (1834-1918), historien et folkloriste, né à Bain ;
- Arthur Regnault (1839-1932), architecte, né à Bain-de-Bretagne ;
- Joseph Tortelier (1853-1925), militant anarchiste et syndicaliste révolutionnaire, né à Bain ;
- Amédée Guillotin de Corson (1837-1905), historien, spécialiste de la Bretagne et chanoine, a vécu à Bain où il est décédé ;
- Camille Godet (1879-1966), artiste peintre, professeur à l'École régionale des beaux-arts de Rennes, est décédé en cette commune le 10 octobre 1966 ;
- Laure Sainclair (1972), actrice de cinéma ;
- Jacky Ribault (1972), chef parisien (1 étoile guide Michelin). « Qui plume la lune ».

### Héraldique
| Blason | Blasonnement : Losangé d'argent et de gueules. |

## Pour approfondir